# Харманлъ
Харманлъ (на турски: Harmanlı) е село в Източна Тракия, Турция, вилает Одрин. Околия Узункьопрю.

## География
Селото се намира на 26 км южно от Узункьопрю.

## История
В XIX век Харманлъ е село в Узункьоприйска кааза в Одринския вилает на Османската империя. Според „Етнография на вилаетите Адрианопол, Монастир и Салоника“, издадена в Константинопол в 1878 година и отразяваща статистиката на населението от 1873 година, Херменли (Hermenly) има 25 домакинства и 63 жители мюсюлмани.